# Iustinian Chira
Iustinian Chira (n. 28 mai 1921, Plopiș, România – d. 30 octombrie 2016, Baia Mare, România) a fost un episcop român, membru al Sfântului Sinod al Bisericii Ortodoxe Române.

## Biografie
În anul 1941 Ioan Chira a intrat ca frate la Mănăstirea Rohia, unde în anul 1942 a fost tuns în monahism, sub numele Iustinian. Tot în 1942 a fost hirotonit ierodiacon, apoi, în 1943, ieromonah. A devenit stareț al acelei mănăstiri (1944 - 1973), unde a desfășurat o apreciabilă activitate gospodărească și pastorală. În 1948 a devenit protosinghel, iar în 1967 arhimandrit.
A studiat la Seminarul Teologic Ortodox Român din Cluj și apoi la Institutul Teologic Universitar din Sibiu, unde a obținut licența. 
La 11 iunie 1973 Sf. Sinod l-a ales episcop-vicar al Episcopiei Vadului, Feleacului și Clujului, cu titlul Maramureșanul, iar hirotonirea episcopală a avut loc în data de 9 septembrie 1973.
În contextul refacerii ierarhiei române unite în Maramureș prin consacrarea episcopului Lucian Mureșan la Baia Mare în 27 mai 1990, Sfântul Sinod al Bisericii Ortodoxe Române a decis la 9 iunie 1990 numirea lui Iustinian Chira ca locțiitor al arhiepiscopului Teofil Herineanu al Clujului, stabilindu-i reședința la Baia Mare. 
În data de 27 septembrie 1990 Sfântul Sinod a reînființat Episcopia Maramureșului și Sătmarului și l-a numit episcop eparhiot pe Iustinian Chira. Alegerea a fost recunoscută de președintele Ion Iliescu prin decretul nr. 53 din data de 7 noiembrie 1990, publicat în Monitorul Oficial al României din 9 noiembrie 1990.
Instalarea sa în funcție a avut loc în data de 11 noiembrie 1990 în Vechea Catedrală Greco-Catolică din Baia Mare. 
În noua slujire, a înființat un seminar teologic în Baia Mare.
A inițiat foaia eparhială Graiul Bisericii Noastre.
Activitatea de 37 de ani de slujire a Episcopului Justinian Chira a fost răsplătită de Preafericitul Părinte Patriarh Daniel și de Sfântul Sinod al Bisericii Ortodoxe Române, care a decis să i se acorde titlul de arhiepiscop onorific al Episcopiei Maramureșului și Sătmarului, la data de 13 decembrie 2009.
IPS Iustinian Chira a încetat din viață la vârsta de 95 de ani. Mormântul Înaltpreasfințitului se află la Mănăstirea Rohia, mănăstire pe care a păstorit-o timp de aproape 30 de ani.

## Distincții
- Arhiepiscop Onorific: acordat de Sfântul Sinod al Bisericii Ortodoxe Române, 2009
- Steaua României: acordată de Președinția României, 2011
- Titlul de Omul Anului 2009: oferit de Consiliul Județean Maramureș
- Cetățean de onoare al peste 40 de orașe din cuprinsul Episcopiei Maramureșului și Sătmarului

## Publicații
Numeroase articole și predici în:
- „Viața Creștină” și „Renașterea” de la Cluj
- „Telegraful Român”, „Mitropolia Ardealului” și „Îndrumătorul Bisericesc” de la Sibiu
- „ Îndrumătorul Pastoral” de la Alba Iulia
- din 1978 până în 1989 s-a ocupat cu redactarea „Îndrumătorului Bisericesc” de la Cluj.
- o parte din articole au fost strânse în volumul Darurile Bisericii, Cluj-Napoca, 1983, 255 p.